# Heinz Popp
Heinz Popp (* 14. September 1952 in Nürnberg; † 22. August 2015) war ein deutscher Fußballspieler.

## Sportlicher Werdegang
Popp begann im Alter von elf Jahren in der Jugendmannschaft des 1. FC Nürnberg mit dem Fußballspielen. Im Alter von 18 Jahren gehörte er zur A-Jugendmannschaft, die am 11. Juli 1971 auf dem Sportplatz am Ronhofer Weg das Endspiel um die Deutsche A-Junioren-Meisterschaft bestritt. Das Spiel gegen den 1. FC Köln wurde durch die Tore der späteren Bundesligaspieler Herbert Neumann (1 Tor) und Harald Konopka (2 Tore) mit 1:3 verloren. Vornehmlich für die Amateurmannschaft in der drittklassigen Bayernliga aktiv bestritt er auch ein Spiel für den seinerzeitigen Rekordmeister in der zweitklassigen Regionalliga.
Anschließend ging Popp 1972 noch als Teenager zur SpVgg Fürth, für die er von 1972 bis 1974 in der seinerzeit zweitklassigen Regionalliga Süd, anschließend bis 1977 in der Staffel Süd der seinerzeit zweigleisigen 2. Bundesliga Punktspiele bestritt. Zudem kam er von 1974 bis 1976 in acht Spielen um den DFB-Pokal zum Einsatz und erzielte am 19. Oktober 1975 im Zweitrundenspiel beim 7:1-Sieg im Heimspiel gegen den TS Woltmershausen mit dem Treffer zum 4:0 per Strafstoß in der 32. Minute sein einziges Pokaltor. Nach 96 Zweitligaspielen, davon 50 seit Einführung der 2. Bundesliga, verließ Popp den ehemaligen Deutschen Meister. Für die Fürther hatte er sechs Meisterschaftstore erzielt, davon zwei während der Regionalligazeit.
In der Saison 1977/78 bestritt Popp für die in die 2. Bundesliga Süd aufgestiegenen Würzburger Kickers 32 von 38 Saisonspielen; als Vorletzter des Klassements musste seine Mannschaft in die Amateur-Oberliga Bayern absteigen – Popp hingegen schloss sich dem FSV Bad Windsheim an und war für den Klub bis 1982 aktiv. Später war er noch kurzzeitig beim SVS Münchsteinach, ehe er 1988 als Trainer zum FSV Bad Windsheim zurückkehrte.